# Curtis (Film)
Curtis ist ein Filmdrama von Chris Bailey, das im August 2020 beim American Black Film Festival seine Premiere feierte.

## Handlung
Ein ehemaliger Basketballstar ist an Schizophrenie erkrankt. Als er den Verlust seines Meisterschaftsrings bemerkt, macht er sich mit der Hilfe eines Jungen aus der Nachbarschaft auf die Suche durch die Straßen von Detroit.

## Produktion
Ende August 2020 erfolgte eine erste Vorstellung im Rahmen der Online-Edition des American Black Film Festivals. Im September 2020 soll er beim Atlanta Film Festival gezeigt werden.

## Auszeichnungen
American Black Film Festival 2020
- Auszeichnung mit dem U.S. Narrative Feature Prize[2]